# Thelairosoma rosatum
Thelairosoma rosatum là một loài ruồi trong họ Tachinidae.